# Shione Kaminaga
Shione Kaminaga (née le 26 septembre 1999) est une patineuse de vitesse sur piste courte et patineuse de vitesse japonaise.

## Biographie
Shione Kaminaga commence le short-track à huit ans à Nagano ; elle y est encouragée par son père, qui travaille dans un hôtel voisin d'une patinoire.
En 2014, elle se brise le nez en entraînement hors-glace. L'année suivante, elle participe à son premier circuit de coupe du monde.
En 2018, elle participe aux Jeux olympiques puis devient la première personne à recevoir le prix japonais de la réussite sportive à Nanmoku.
En 2019, elle se coupe un muscle de la cuisse droite à l'entraînement.
Elle participe à nouveaux aux Jeux olympiques en 2022. Après les Jeux olympiques, en avril 2022, elle décide de se consacrer au patinage de vitesse sur longue piste. Elle affirme s'être trop souvent blessée en compétition et préférer affronter le chronomètre plutôt que d'autres personnes.